# Bufo pseudoraddei
Bufotes pseudoraddei là một loài cóc trong họ Bufonidae. Chúng được tìm thấy ở Pakistan và có thể cả Afghanistan.
Các môi trường sống tự nhiên của chúng là các khu rừng ôn hòa, đầm nước ngọt có nước theo mùa, đất canh tác, vùng đồng cỏ, các đồn điền, và vườn nông thôn.